# Адольф Зорше
Ернст Вільгельм Адольф Зорше (нім. Ernst Wilhelm Adolf Sorsche; 15 квітня 1885, Кауффунг — ?) — німецький офіцер, оберст служби комплектування вермахту.

## Біографія
Син орендатора Ойгена Зорше і його дружини Ліни, уродженої Жілле. 18 жовтня 1904 року вступив у Прусську армію. Учасник Першої світової війни, льотчик-спостерігач. Після демобілізації армії залишений в рейхсвері. 31 січня 1925 року звільнений у відставку.
З 17 вересня по 20 листопада 1926 року займався перекладами з російської мови статей для служби преси Інспекції озброєння і техніки. З 1 грудня 1926 року — цивільний співробітник служби преси Імперського військового міністерства. 1 березня 1933 року зарахований в земельну оборону, проте офіційно вважався офіцером у відставці. 5 березня 1935 року зарахований в службу комплектування. З 1 лютого 1939 року — начальник відділу військової преси, з 15 жовтня 1942 року — при начальнику бібліотек сухопутних військ.

## Звання
- Фенріх (18 жовтня 1904)
- Лейтенант (18 серпня 1905; патент від 22 січня 1904)
- Оберлейтенант (27 січня 1912)
- Гауптман (24 грудня 1914)
- Майор запасу (31 січня 1925)
- Майор у відставці (1 грудня 1926)
- Оберстлейтенант у відставці (8 травня 1934)
- Оберстлейтенант служби комплектування (5 березня 1935)
- Оберст служби комплектування (1 червня 1938)

## Нагороди
- Нагрудний знак пілота-спостерігача (Пруссія) (24 серпня 1914)
- Залізний хрест
  - 2-го класу (4 вересня 1914)
  - 1-го класу (12 березня 1915)
- Королівський орден дому Гогенцоллернів, лицарський хрест з мечами (23 лютого 1918)
- Пам'ятний знак пілота (Пруссія) (4 жовтня 1919)
- Сілезький Орел 2-го ступеня (1919)
- Почесний хрест ветерана війни з мечами (15 грудня 1934)
- Медаль «За вислугу років у Вермахті» 4-го, 3-го, 2-го і 1-го класу (25 років; 2 жовтня 1936)
- Хрест Воєнних заслуг 2-го класу з мечами (30 січня 1941)